# Pont-Remy
Pont-Remy je francouzská obec v departementu Somme v regionu Hauts-de-France. V roce 2010 zde žilo 1 421 obyvatel.